# シウマイ弁当

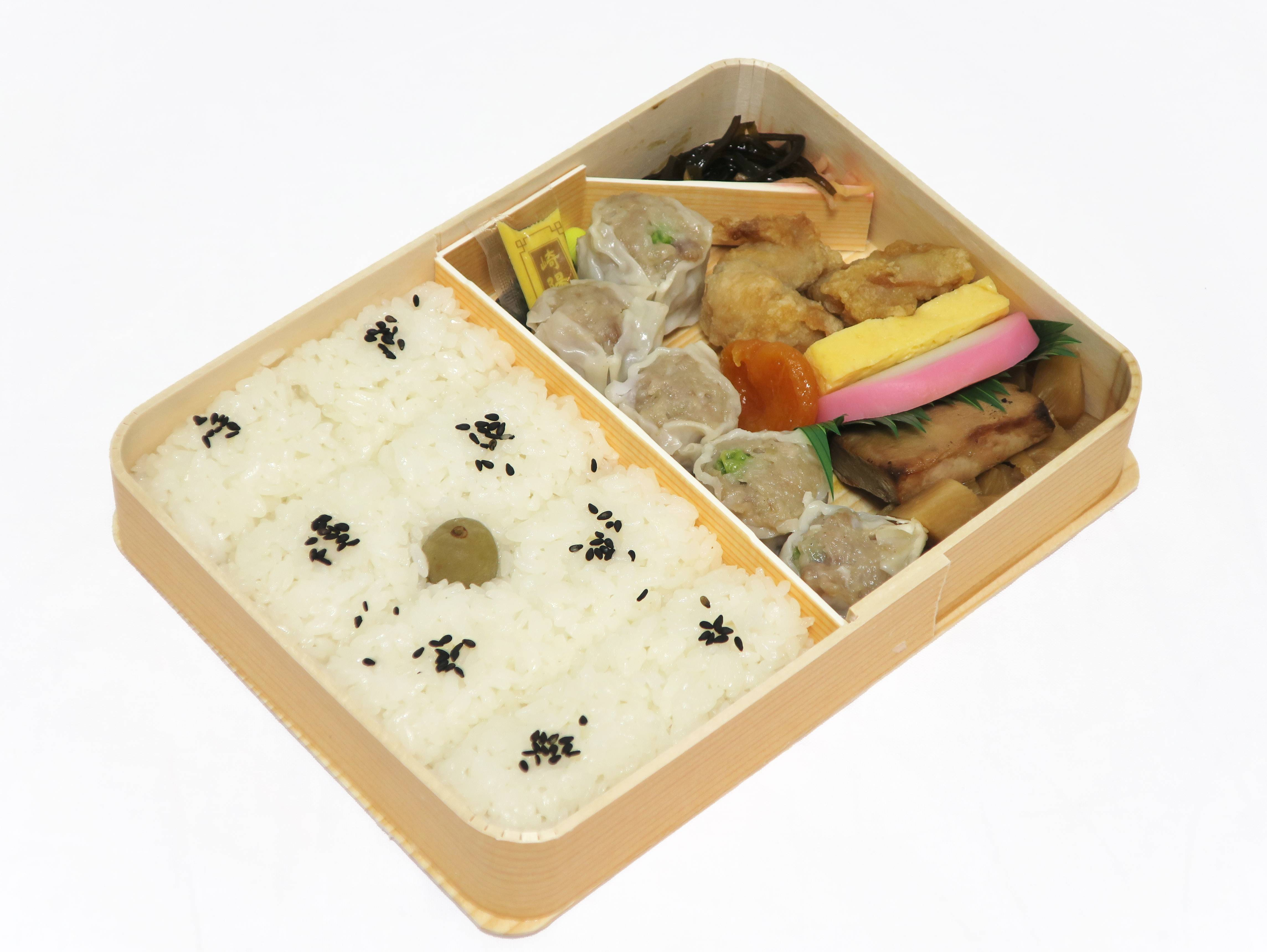
シウマイ弁当

シウマイ弁当（シウマイべんとう）は、神奈川県横浜市西区に本社を置く「崎陽軒」が製造・販売する横浜駅の駅弁である。崎陽軒名物の焼売（中身はホタテガイと豚肉）が同梱されている。
日本で最も多く製造・販売されている駅弁とされる。幕の内弁当に特徴のある食材が加えられるタイプの弁当で、焼売以外のおかずも充実している。カロリーは732kcal。

## 歴史
崎陽軒は1908年（明治41年）に旧横浜駅（現在の桜木町駅）構内の売店として開業した。シウマイそのものの発売は1928年、初代社長・野並茂吉が、横浜駅の名物をつくろうと南京町（現在の中華街）で出されていた「焼売」に目を付けたのがきっかけである。シウマイ弁当が発売されたのは、崎陽軒が横浜駅東口にて運営していた食堂が全焼して間もない1954年（昭和29年）のこと。当時は崎陽軒のシウマイと同時に「横浜カマボコ」「酒悦の福神漬」という2品を売りにしていた。当時の販売価格は100円である。
発売当初、メインのおかずであるシウマイは4個だった。しかしオイルショックの余波で1974年に大幅値上げが行われた際、シウマイを4個から5個に増量し、現在に至っている。
以後現在まで横浜駅の名物駅弁として知られるようになり、1991年（平成3年）には第3回ヨコハマ遊大賞を受賞している。
2017年6月23日より、崎陽軒横浜工場が弁当製造ラインを新設したことを記念し、1か月限定で特別シウマイ弁当2種が発売された。容量を増やした「メガシウマイ弁当」（1147kcal）と小ぶりな箱ながらおかずを一新した「MINIプレミアムシウマイ弁当」（463kcal）である（販売終了）。
2020年2月12日には、崎陽軒からの支援として、防疫措置で大黒ふ頭に停泊中のダイヤモンド・プリンセスにシウマイ弁当4000食が提供されたが、伝達ミスにより乗客には届けられなかった。

## 特徴
外観は四角。2003年（平成15年）11月1日に11回目のリニューアルを行う。
内容はシウマイ5個、厚焼卵、鮪のつけ焼き、蒲鉾、鶏唐揚、筍煮、杏の甘煮、切り昆布、千切り生姜、俵形ご飯からなる。
価格は2018年（平成30年）9月より830円→860円（税込）。2022年10月より 900円（税込）、さらに2023年9月より950円（税込）に改定されたが、米やホタテ、国産豚肉などの原材料価格と人手不足による人件費の上昇を背景に2025年2月1日より1,070円（税込）に改定され1,000円超えとなった。
2022年8月17日～23日の間は、新型コロナウイルスの世界的流行の影響などにより、輸入鮪の確保が難しいとして「鮪のつけ焼き」から「鮭の塩焼き」におかずの一品を期間限定で変更。
シウマイは豚肉、タマネギなど9種類の材料を使い、弁当として冷めても味を損なわないように干しホタテ貝柱を練り込んである。サイズは振動のある列車内でも一口で食べられるよう、直径3cmと小ぶりにしている。
ご飯は釜で炊いたものではなく、蒸気で蒸したものを使用しており、粒の立った堅めの食感が特徴である。これは、弁当に用いる米を安定した味でおいしく供給するための工夫だという。おかずの構成は基本的な幕の内弁当を踏襲しているが、魚が塩焼きではなくつけ焼き、漬け物に生姜、甘い総菜に煮豆ではなく杏など、調理や素材にひねりを効かせたものとなっている。シウマイ以外のおかずを好むファンもおり、2017年には鶏唐揚や筍煮を増やして構成比を変えた弁当が限定販売されている。
下記の販売地域および販売形態とも関係するが、横浜市内の各種学校や事業所・会社などでは、行事などの際に食事としてこのシウマイ弁当があてがわれる事も珍しくない。またそのための仕出し・配達サービスが整備されている（おおむね前日までに注文を確定すれば、数十～百個単位で調達が可能）という事情もある。このような背景が、駅弁でありながら鉄道旅客以外にも日常的にシウマイ弁当へ触れる機会を向上させることで愛着を醸成し、該当地域において長年にわたり高い知名度を保つ理由の一つとされる。
またかつては横浜でイベントが開催されると、限定版のレッテルつきで発売される事があった（横浜博覧会、横浜国際女子駅伝など）。

## 名称
文字表記は「シュウマイ弁当」「シューマイ弁当」ではなく、正しくは「シウマイ弁当」である。「シウマイ」表記の理由には初代崎陽軒社長の栃木訛りからとの説、中国の発音説、「うまい」の含意説など諸説ある。崎陽軒の公式見解では初代社長の「シーマイ」という発音を中国人従業員が現地発音に近いと評価したことがきっかけであり、「うまい」含意説は後付けであるとしている。
ただし、横浜の伊勢佐木町にあった博雅亭が1899（明治32）年に「焼売」の販売を開始し、1922年（大正11年）には豚肉に北海道産の乾燥貝柱と車海老を加えた商品を「シウマイ」表記で発売しており、戦前の日本語の仮名遣いでは「シウマイ」となるのが普通だったのではないか、という考察もある
焼売を含む點心の本場、中国広東省から香港を中心に使用される広東語では焼売を「シウマーイ」と発音する。

## 販売
以下は駅構内（改札内外）に直売店のある駅
- 横浜駅については駅構内店舗を参照。
- JR東海道線：川崎駅、新橋駅、藤沢駅
- JR京浜東北・根岸線：鶴見駅、桜木町駅、関内駅、洋光台駅、港南台駅
- JR横須賀線：保土ケ谷駅、東戸塚駅、新川崎駅、横須賀駅
- JR南武線：武蔵小杉駅
- 東海道新幹線：新横浜駅
- 相鉄：鶴ヶ峰駅、二俣川駅、三ツ境駅、大和駅、さがみ野駅、海老名駅
- みなとみらい線：みなとみらい駅
- 京急：品川駅、上大岡駅、能見台駅、金沢文庫駅
- 横浜市営地下鉄：あざみ野駅、関内駅、戸塚駅、湘南台駅
- 東急田園都市線：中央林間駅
- JR山陽本線：姫路駅（「関西シウマイ弁当」として、後述）

その他に羽田空港、東海道新幹線・在来線の東京駅・品川駅や山手線の駅・都内デパートなどでも販売されている。一時期北海道から九州にかけて、全国のスーパーなどにも出店していたことがあるが、「真のローカルブランドを目指す」という社長の判断により撤退した。神奈川県内と都内の町田・蒲田エリアにおける販売分は横浜工場（2010年現在）、それ以外は東京工場で製造されており、両者には外装に若干の違いがある。横浜工場製は経木の箱に掛紙を使用し蓋と掛紙を紐で縛っているのに対し、東京工場製はボール紙の蓋を使用し、ビニールの襷で蓋を留めているため、ご飯やおかずの水気に差が出ることがある。
高速道路では、東名高速道路の海老名サービスエリア(EXPASA海老名上り線)と足柄サービスエリア(EXPASA足柄上下線)、京葉道路の幕張パーキングエリア(Pasar幕張下り線)、関越自動車道の三芳パーキングエリア(Pasar三芳上り線)で販売されている。
鉄道駅から離れた郊外のロードサイドにも出店するケースがある。古くから横浜市内では保土ケ谷区の国道16号沿いや、戸塚区の国道1号沿いなど、鉄道駅とは関係のない地域にも出店していたが、最近では旭区の環状2号沿い（2020年11月出店）など、ロードサイドへの出店攻勢を強めつつある。
また、横浜スタジアムでもDeNA球団公認の弁当として販売され（価格は通常より100円高いが、球場オリジナルの包装紙がついている）、東京ドームでも巨人軍公認の弁当としてアレンジしたものが販売されているほか、神宮球場でも入荷は少ないものの販売されている。
なお、競合会社である日本レストランエンタプライズに委託した形で東京駅で販売する駅弁に「シウマイ炒飯弁当」がある。シウマイ弁当のご飯をそっくり炒飯に入れ替えたほか、鮪のつけ焼き、昆布に代わるおかずとして豚カツ、青椒肉絲、ザーサイが入っている。
日本の駅弁文化を海外へ広げるため、2020年8月7日に初の海外店舗を台湾に出店した。台湾にも駅弁は存在しているが、食文化の違いから暖かい弁当が主流で、日本の冷たい駅弁は台湾の消費者にとって馴染みのない味であった。そこで「中華料理発祥のシウマイから日本の駅弁文化を台湾の消費者に紹介し、食文化の交流の役割にも果たせること」という発想で、台湾の首都である台北駅に出店し、現地素材で「昔ながらのシウマイ」と「台湾版シウマイ弁当」など、横浜の崎陽軒とあまり変わらない味を提供している。日本で販売されている商品と比べ、台湾の食文化に合わせるため、ご飯とシウマイが温められている点が異なり、醤油入りの小瓶「ひょうちゃん」も台湾限定の絵柄が7種類存在する。
2021年11月、姫路駅において関西シウマイ弁当として兵庫県姫路市にある「まねき食品」が販売を開始した。まねき食品では新型コロナウイルスの感染拡大により売り上げが最大7割減少しており、関東限定で人気のある駅弁を作ろうと考え崎陽軒とのコラボレーションに至った。崎陽軒からは「折箱は経木を用いる、蓋の裏側に米粒が付く固さに炊き上げる、値段は1000円を超えない」といった条件が提示された。シウマイは崎陽軒が関西風の味付けで製作し、おかずはまねき食品がシウマイ弁当と同様のラインナップを関西風に味付けされている。またパッケージのデザインも本家の龍に対して虎を採用し、水晶に姫路城や明石海峡大橋、通天閣、太陽の塔、梅田スカイビル、東寺、大文字山など関西の観光名所をあしらっている。

## シウマイ弁当の登場する作品
漫画
- 孤独のグルメ（原作：久住昌之　作画：谷口ジロー）- 現在は販売されていない加熱式の「ジェットボックス」シウマイも登場する。
- 食の軍師（泉昌之）
- 駅弁ひとり旅
- ゆりてつ 私立百合ヶ咲女子高鉄道部（松山せいじ）- 主人公の一人石塚まろんがよく食べている。
- メシ鉄!!!（YASCORN）電子書籍１巻・第4話で主人公みずほが海芝浦駅で食べている。
- イジらないで、長瀞さん（Nanashi）の第18巻第138話で、長瀞さんは自分の“愛と勇気”を焼売に込めるという奇妙な儀式を思いつき、その焼売を先輩に食べさせました。そして先輩も、お返しに同じ儀式を長瀞さんに行いました。

音楽
- 食のワンダーランド〜食べることは生きること〜其の壱（嘉門達夫） - 読売テレビ「朝生ワイド す・またん!」の企画で制作された「崎陽軒シウマイ弁当の歌」（duet with 森たけし）が収録されている。
- 恋はシウマイ（シュビドゥバ）
- I LOVE シューマイ（シュビドゥバ）